# Château de la Bréchinie
Le château de la Bréchinie est un manoir situé à l'est de la forêt d'Horte, à Grassac dans le département de la Charente.

## Historique
La Bréchinie relevait du château de Marthon.
Le logis actuel aurait été construit au XVIIe siècle par René de Vassoigne.
Les Voissagne possèdent la Bréchinie jusqu'à la fin du XIXe siècle, où il passe par mariage à la famille Bodard de La Jacopière. En 1980, faute de descendance et à la suite du décès de Charles Bodard de La Jacopière, le château est vendu. Il fut alors acquis par Marie-France et Jean-Luc Schreiner qui le possèdent actuellement.
Le logis, ainsi que ses murs d'enceinte et l'ensemble des bâtiments inclus dans cette enceinte (enclos, chapelle, pigeonnier, tour) est inscrit monument historique par arrêté du 31 décembre 1993.
Il a servi de cadre au roman La Maîtresse servante de Jérôme Tharaud et Jean Tharaud (1911).

## Architecture
La longue façade est coiffée d'un toit mansardé à cinq lucarnes couvert de tuiles. Elle est encadrée de deux pavillons en saillie.
Le mur d'enceinte est cantonné d'une tourelle et d'une grosse fuie ronde.